# Castelfranco (Finale Ligure)
Il Castelfranco è stata una fortezza genovese nel comune ligure di Finale Ligure, in provincia di Savona, situata su un promontorio alla confluenza dei torrenti Pora e Sciusa, sull'altura del Gottaro, dominante strategicamente i due capi di Caprazoppa e Capo San Donato. È posizionato a 26 metri sul livello del mare.

## Storia
La nascita di una nuova fortezza nel territorio del Finale, già difeso dalle due fortezze di Castel San Giovanni e Castel Gavone, fu voluta dalla Repubblica di Genova nel 1365 quando già dal 1341 assunse il pieno controllo del Marchesato di Finale dopo lo scontro vittorioso contro i feudatari Del Carretto. Nonostante i possedimenti finalesi ritornarono nel XV secolo nelle mani della famiglia carrettesca, dopo i nuovi scontri tra Genova e i Del Carretto nel 1448, la fortezza di Castelfranco risultò salda ai Genovesi (nonostante la demolizione della torre centrale) che ne fecero quasi un caposaldo extra territoriale della repubblica genovese.
La fortezza subì successive demolizioni nel corso del 1558, a causa di un nuovo assalto genovese approfittando della delicata situazione politica di malgoverno di Alfonso II Del Carretto, e ancora nel 1564 nelle guerre contro il Regno di Spagna che, dal 1602, dichiarò il marchesato parte integrante del regno ispanico. Così come i genovesi anni prima anche gli spagnoli, con le successive ricostruzioni dal 1642 e il 1645, fecero di Castelfranco un potente punto difensivo del Finalese con l'edificazione di una nuova cinta di bastioni e forti, oggi non più presenti. Nuove costruzioni ampliamenti si effettuarono ancora tra il 1674 e il 1677.
Con la guerra di successione spagnola e il Trattato di Utrecht del 1713 i possedimenti finalesi ritornarono nelle mani della repubblica genovese: alla distruzione di Castel Gavone del 1714 fu invece risparmiato dai genovesi Castelfranco con il mantenimento del bastione della Mezzaluna e del torrione centrale di San Bartolomeo, quest'ultimo risalente al medioevo. Gli ultimi scopi difensivi sono datati al 1745 quando la fortezza si rese protagonista nel respingimento di quattordici navi inglesi.
Con la dominazione del Regno di Sardegna, dal XIX secolo, Castelfranco fu convertita in carcere e quindi ad infermeria della prigione stessa, con nuove demolizioni e trasformazioni della struttura così come si presenta attualmente. Dal 9 marzo del 1938 la trecentesca fortezza genovese è passata di proprietà al Comune di Finale Ligure.